# Rembrandt's J'Accuse
Rembrandt's J'Accuse is een Nederlandse film uit 2008, geproduceerd door Bruno Felix, geregisseerd en geschreven door Peter Greenaway.  De film ging in première (in Nederland) op  27 november 2008.

## Verhaal
Forensisch onderzoek van Rembrandts schilderij De Nachtwacht: Greenaway behandelt de achtergrond, context en samenzwering van alle 34 afgebeelde karakters die samen een moord pleegden voor hun eigen voordeel.